# دانيال ر. بروكس
دانيال ر. بروكس هو عالم طفيليات وباحث كندي، ولد في 1951.